# 矩形螂斗蛤
矩形螂斗蛤（学名：Myadora compressa）笋螂目三角瓣蛤科螂斗蛤屬的一种。

## 型態描述
與其他本科物種一樣：本物種壳质坚厚、能密闭，前、后不等，左右壳亦不等。

## 分佈
主要分布于中国大陆、台湾，常栖息在水深61－96米。